# Romain, Doubs
Romain är en kommun i departementet Doubs i regionen Bourgogne-Franche-Comté i östra Frankrike. Kommunen ligger i kantonen Rougemont som tillhör arrondissementet Besançon. År 2022 hade Romain 119 invånare.

## Befolkningsutveckling
Antalet invånare i kommunen Romain
Referens:INSEE